# Gary Rydstrom
Gary Roger Rydstrom (Chicago, 29 giugno 1959) è un tecnico del suono e regista statunitense, vincitore di sette Premi Oscar su 20 candidature.

## Biografia
(Gary Rydstrom)
Gary Rydstrom iniziò la sua carriera di nel 1983, lavorando con colui che sarebbe poi diventato il suo mentore: Ben Burtt.
Dopo aver lavorato con tecnico del suono in Indiana Jones e il tempio maledetto, coprì il ruolo di sound design nel film parodistico Balle spaziali. Ma è con Terminator 2 - Il giorno del giudizio che Gary Rydstrom raggiunge il successo. Il film, infatti, segna una rivoluzione nelle tecniche di creazione e manipolazione del suono. Questo innovativo lavoro fruttò a Rydstrom il suo primo premio Oscar. Ancora oggi Terminator 2 è considerato un importante traguardo per i montatori del suono.
Il successivo lavoro di Rydstrom, Jurassic Park, fu una pietra miliare in termini d'innovazione in quanto lui e il suo team crearono i versi e i suoni dei dinosauri mescolando insieme diversi suoni di animali in modo che il pubblico venisse circondato da creature preistoriche. Il film, vincitore di vari Oscar, fu anche il primo lungometraggio a venire presentato in DTS.
A metà degli anni novanta ha lavorato in film di successo come Titanic, Salvate il soldato Ryan (grazie al quale vinse il suo sesto e settimo Oscar), Minority Report e Alla ricerca di Nemo.
Ha vinto un MSPE lifetime achievement award per la sua carriera e interviene regolarmente alle discussioni nei forum di sound design condividendo la sua conoscenza con artisti più giovani.
Recentemente ha debuttato alla regia, dirigendo il cortometraggio Pixar Stu - Anche un alieno può sbagliare, per il quale ha ricevuto la sua quattordicesima candidatura.
Newt, il suo primo lungometraggio da regista per la Pixar, è stato momentaneamente messo da parte dallo studio, anche se questo gesto pare più una cancellazione definitiva.

## Filmografia parziale

### Montatore del suono
- Cocoon - Il ritorno (Cocoon: The Return), regia di Daniel Petrie (1988)
- Always - Per sempre (Always), regia di Steven Spielberg (1989)
- Terminator 2 - Il giorno del giudizio (Terminator 2: Judgment Day), regia di James Cameron (1991)
- Jurassic Park, regia di Steven Spielberg (1993)
- Mrs. Doubtfire - Mammo per sempre (Mrs. Doubtfire), regia di Chris Columbus (1993)
- Casper, regia di Brad Silberling (1995)
- Toy Story - Il mondo dei giocattoli (Toy Story), regia di John Lasseter (1995)
- James e la pesca gigante (James and the Giant Peach). regia di Henry Selick (1996)
- Mission: Impossible (Mission: Impossible), regia di Brian De Palma (1996)
- Il mondo perduto - Jurassic Park (The Lost World: Jurassic Park), regia di Steven Spielberg (1997)
- Hercules, regia di Ron Clements e John Musker (1997)
- Titanic, regia di James Cameron (1997)
- L'uomo che sussurrava ai cavalli (The Horse Whisperer), regia di Robert Redford (1998)
- Salvate il soldato Ryan (Saving Private Ryan), regia di Steven Spielberg (1998)
- A Bug's Life - Megaminimondo (A Bug's Life), regia di John Lasseter e Andrew Stanton (1998)
- Star Wars: Episodio I - La minaccia fantasma (Star Wars: Episode I - The Phantom Menace), regia di George Lucas (1999)
- Haunting - Presenze (The Haunting), regia di Jan de Bont (1999)
- Toy Story 2 - Woody e Buzz alla riscossa (Toy Story 2), regia di John Lasseter, Lee Unkrich e Ash Brannon (1999)
- X-Men (film) (X-Men), regia di Bryan Singer (2000)
- La leggenda di Bagger Vance (The Legend of Bagger Vance), regia di Robert Redford (2000)
- La carica dei 102 - Un nuovo colpo di coda (102 Dalmatians), regia di Kevin Lima (2000)
- The Mexican - Amore senza la sicura (The Mexican), regia di Gore Verbinski (2001)
- Atlantis - L'impero perduto (Atlantis: The Lost Empire), regia di Gary Trousdale e Kirk Wise (2001)
- A.I. - Intelligenza artificiale (Artificial Intelligence: AI), regia di Steven Spielberg (2001)
- Monsters & Co. (Monsters, Inc.), regia di Peter Docter (2001)
- Star Wars: Episodio II - L'attacco dei cloni (Star Wars: Episode II - Attack of the Clones), regia di George Lucas (2002)
- Ubriaco d'amore (Punch-Drunk Love), regia di Paul Thomas Anderson (2002)
- Minority Report (Minority Report), regia di Steven Spielberg (2002)
- Alla ricerca di Nemo (Finding Nemo), regia di Andrew Stanton (2003)
- Hulk, regia di Ang Lee (2003)
- Peter Pan, regia di P. J. Hogan (2003)
- War Horse, regia di Steven Spielberg (2012)

### Sound designer
- Indiana Jones e il tempio maledetto (Indiana Jones and the Temple of Doom), regia di Steven Spielberg (1984)
- Terminator, regia di James Cameron (1984) - non accreditato
- Cocoon, l'energia dell'universo (Cocoon), regia di Ron Howard (1985)
- Luxo Jr., regia di John Lasseter - cortometraggio di animazione (1986)
- Red's Dream, regia di John Lasseter - cortometraggio di animazione (1987)
- Balle spaziali (Spaceballs), regia di Mel Brooks (1987)
- Willow, regia di Ron Howard (1988)
- Tin Toy, regia di John Lasseter - cortometraggio di animazione (1988)
- Cocoon - Il ritorno (Cocoon: The Return), regia di Daniel Petrie (1988)
- Knick Knack, regia di John Lasseter - cortometraggio di animazione (1989)
- Ghostbusters II, regia di Ivan Reitman (1989)
- Always - Per sempre (Always), regia di Steven Spielberg (1989)
- Terminator 2 - Il giorno del giudizio (Terminator 2: Judgment Day), regia di James Cameron (1991)
- Jurassic Park, regia di Steven Spielberg (1993)
- Mrs. Doubtfire - Mammo per sempre (Mrs. Doubtfire), regia di Chris Columbus (1993)
- Jumanji, regia di Joe Johnston (1995)
- James e la pesca gigante (James and the Giant Peach). regia di Henry Selick (1996)
- Il mondo perduto - Jurassic Park (The Lost World: Jurassic Park), regia di Steven Spielberg (1997)
- Hercules, regia di Ron Clements e John Musker (1997)
- L'uomo che sussurrava ai cavalli (The Horse Whisperer), regia di Robert Redford (1998)
- Salvate il soldato Ryan (Saving Private Ryan), regia di Steven Spielberg (1998)
- A Bug's Life - Megaminimondo (A Bug's Life), regia di John Lasseter e Andrew Stanton (1998)
- Haunting - Presenze (The Haunting), regia di Jan de Bont (1999)
- Toy Story 2 - Woody e Buzz alla riscossa (Toy Story 2), regia di John Lasseter, Lee Unkrich e Ash Brannon (1999)
- X-Men, regia di Bryan Singer (2000)
- La leggenda di Bagger Vance (The Legend of Bagger Vance), regia di Robert Redford (2000)
- Atlantis - L'impero perduto (Atlantis: The Lost Empire), regia di Gary Trousdale e Kirk Wise (2001)
- Monsters & Co. (Monsters, Inc.), regia di Peter Docter (2001)
- Minority Report, regia di Steven Spielberg (2002)
- Alla ricerca di Nemo (Finding Nemo), regia di Andrew Stanton (2003)
- Hulk, regia di Ang Lee (2003)
- Peter Pan, regia di P. J. Hogan (2003)
- Stu - Anche un alieno può sbagliare (Lifted), regia di Gary Rydstrom - cortometraggio di animazione (2007)
- War Horse, regia di Steven Spielberg (2012)

### Regista
- Stu - Anche un alieno può sbagliare (Lifted) - cortometraggio di animazione (2007)
- Vacanze Hawaiiane (Hawaiian Vacation) - cortometraggio di animazione (2011)
- Strange Magic (2015)

## Riconoscimenti
Con sette Premi Oscar su 20 candidature Rydstrom è uno dei più premiati della storia del cinema.
- Premio Oscar
  - 1992 – Miglior sonoro per Terminator 2 - Il giorno del giudizio
  - 1992 – Miglior montaggio sonoro per Terminator 2 - Il giorno del giudizio
  - 1992 – Candidatura come miglior sonoro per Fuoco assassino
  - 1992 – Candidatura come miglior montaggio sonoro per Fuoco assassino
  - 1994 – Miglior sonoro per Jurassic Park
  - 1994 – Miglior montaggio sonoro per Jurassic Park
  - 1998 – Miglior sonoro per Titanic
  - 1999 – Miglior sonoro per Salvate il soldato Ryan
  - 1999 – Miglior montaggio sonoro per Salvate il soldato Ryan
  - 2000 – Candidatura come miglior sonoro per Star Wars: Episodio I - La minaccia fantasma
  - 2002 – Candidatura come miglior montaggio sonoro per Monsters & Co.
  - 2003 – Candidatura come miglior montaggio sonoro per Minority Report
  - 2004 – Candidatura come miglior montaggio sonoro per Alla ricerca di Nemo
  - 2007 – Candidatura come miglior cortometraggio d'animazione per Stu - Anche un alieno può sbagliare
  - 2012 – Candidatura come miglior sonoro per War Horse
  - 2012 – Candidatura come miglior montaggio sonoro per War Horse
  - 2013 – Candidatura come miglior sonoro per Lincoln
  - 2016 – Candidatura come miglior sonoro per Il ponte delle spie
  - 2020 – Candidatura come miglior sonoro per Ad Astra
  - 2022 – Candidatura come miglior sonoro per West Side Story

- BAFTA
  - 1992 – Miglior sonoro per Terminator 2 - Il giorno del giudizio
  - 1994 – Candidatura come Miglior sonoro per Jurassic Park
  - 1998 – Candidatura come Miglior sonoro per Titanic
  - 1999 – Miglior sonoro per Salvate il soldato Ryan
  - 2000 – Candidatura come miglior sonoro per Star Wars: Episodio I - La minaccia fantasma
  - 2012 – Candidatura come miglior sonoro per War Horse
  - 2016 – Candidatura come miglior sonoro per Il ponte delle spie